# Расулов, Эльхан Афсар оглы
Эльхан Афсар оглы Расулов (род. 26 марта 1960, Баку) — советский футболист, который играл на позиции вратаря. В настоящее время живёт в Германии.

## Биография
Расулов начал заниматься футболом в группе подготовки команды «Нефтчи». Выступал на первенстве города вплоть до 17 лет. После выпускного он автоматически попал в первую команду «Нефтчи». В 1978 году он сыграл товарищеские матчи в составе «Нефтчи» против олимпийской сборной СССР, которая готовилась к Олимпиаде 1980 года в Москве. Тогда же он познакомился с Ринатом Дасаевым. Официальный дебют Расулова в составе «Нефтчи» состоялся в 1979 году, соперником было московское «Динамо». На 87-й минуте матча при счёте 0:0 в ворота бакинцев назначили пенальти. Игрок москвичей Александр Максименков сумел переиграть Расулова. Игра так и закончилась победой «Динамо» с минимальным счётом. В том сезоне вратарь сыграл ещё несколько матчей. В 1981 году в составе «Нефтчи» он сыграл все матчи сезона. Из 34 матчей наиболее памятными были ничьи 1:1 с «Динамо» и «Спартаком».
Затем Расулова призвали в армию. Служить пришлось в Москве, благодаря этому вратаря пригласили в ЦСКА. Расулов поехал с командой на сборы в Болгарию, где состоялся разговор с главным тренером, Альбертом Шестернёвым. Он предложил Расулову два варианта: стать вторым вратарём после Валерия Новикова в ЦСКА или поехать в другой армейский клуб. Вратарём заинтересовались ростовский СКА, смоленская армейская команда и СКА «Карпаты». Шестернёв посоветовал ему выбрать последних. Расулов пообщался с тренером львовской команды Николаем Самариным, они договорились, что вратарь должен был приехать в Сочи, где СКА «Карпаты» готовились к сезону на сборах.
В 1983 году Расулов официально перешёл в «Карпаты», где стал первым вратарём команды. В первом же сезоне «сухая серия» вратаря насчитывала почти 500 минут. В 1984 году СКА «Карпаты» одержали памятную победу над волгоградским «Ротором» со счётом 8:0. В 1988 году львовяне обыграли ЦСКА в Москве, и это поражение стоило москвичам выхода в Высшую лигу. После реорганизации клуба в 1989 году он перешёл в «хабаровский СКА». В 1991 году он отправился в Польшу, где с марта защищал цвета «Сталь Санок». Затем он вернулся в Азербайджан, в родной клуб «Нефтчи Баку». Летом 1993 года Мирон Маркевич пригласил его вернуться в львовские «Карпаты». Расулов дебютировал в чемпионате Украины 22 августа 1993 года в матче против шепетовского «Темпа». По возвращении в клуб у Расулова была конкуренция с Богданом Стронцицким. Последний был моложе, поэтому предпочтение отдавалось ему. Тем не менее, вратари поддерживали дружеские отношения. Расулов играл в «Карпатах» до 1997 года. Он также провёл по одному матчу за дубль «Карпат» и за «Чертков» на правах аренды. Затем знакомый предложил Расулову поехать в Германию, и вратарь согласился. Он перешёл в «Херфордер», где поиграл ещё два года, а затем занял должность тренера вратарей.